# Praxis Bülowbogen
Praxis Bülowbogen è una serie televisiva tedesca ideata da Ulrich del Mestre  e prodotta dal 1987 al 1996 dalla NFP. Protagonista della serie è l'attore Günter Pfitzmann; altri interpreti principali sono Anita Kupsch, Mareike Carrière, Bruno Dietrich e Johanna König.
La serie consta di 6 stagioni, per un totale di 107 episodi, della durata di 45-50 minuti ciascuno.
In Germania, la serie fu trasmessa in prima visione dall'emittente ARD 1 (Das Erste). Il primo episodio, intitolato Schönes Wochenende, andò in onda in prima visione il 6 ottobre 1987.

## Trama
Protagonista delle vicende è il Dott. Peter Brockmann, un medico condotto che ha il proprio ambulatorio nel quartiere berlinese di Schöneberg.
Con Brockmann lavorano la praticante Gabi Köhler, Suor Irene e la figlia Kathrin.
Le vicende professionali di Brockmann si intrecciano con i suoi problemi personali.

## Episodi
| Stagione         | Episodi | Prima TV Germania | Prima TV Italia |
| ---------------- | ------- | ----------------- | --------------- |
| Prima stagione   | 20      | 1987-1988         | inedita         |
| Seconda stagione | 21      | 1988-1989         | inedita         |
| Terza stagione   | 20      | 1991-1992         | inedita         |
| Quarta stagione  | 20      | 1994              | inedita         |
| Quinta stagione  | 13      | 1995              | inedita         |
| Sesta stagione   | 13      | 1996              | inedita         |